# Râul Hăulița
Râul Hăulița este un curs de apă, afluent al râului Șușița. 